# Гориця (Чернігівський район)
Гори́ця — село в Україні, у Чернігівському районі Чернігівської області. Входить до складу Березнянської селищної громади. Населення становить 106 осіб. До 2020 року орган місцевого самоврядування — Локнистенська сільська рада. Відстань до міста Мена становить близько 41 км і проходить автошляхом Н27.
Біля села розташована частина Горицького ландшафтного заказника, а також заповідне урочище «Голеньово». За 2,5 км від села розташоване озеро Горицька стариця. 